# حبي الوحيد (فلم)
حبي الوحيد (بالإنجليزية: Hobbi al-Wahid) هو فيلم دراما تم إنتاجه في مصر وصدر في سنة 1960. الفيلم من إخراج كمال الشيخ.

## بطولة
- عمر الشريف
- نادية لطفي
- كمال الشناوي

## روابط خارجية
- مقالات تستعمل روابط فنية بلا صلة مع ويكي بيانات